# 蒙特里
蒙特里（法語：Montry，法語發音：[mɔ̃tʁi] ⓘ）是法国法蘭西島大區塞纳-马恩省的一个市镇，属于莫城区。 

## 地理
蒙特里（48°53'12"N, 2°49'40"E）面积2.86 平方千米，位于法国法蘭西島大區塞纳-马恩省，该省份为法国北部内陆省份，北起瓦兹省，西接埃松省、马恩河谷省、塞纳-圣但尼省和瓦兹河谷省，南至卢瓦雷省，东南接约讷省，东临马恩省和奥布省，东北接埃纳省。
与蒙特里接壤的市镇（或旧市镇、城区）包括：莫兰河畔圣日耳曼、孔代圣利比艾尔、库伊蓬托达姆、库夫赖、埃斯布利、马尼勒翁格尔。

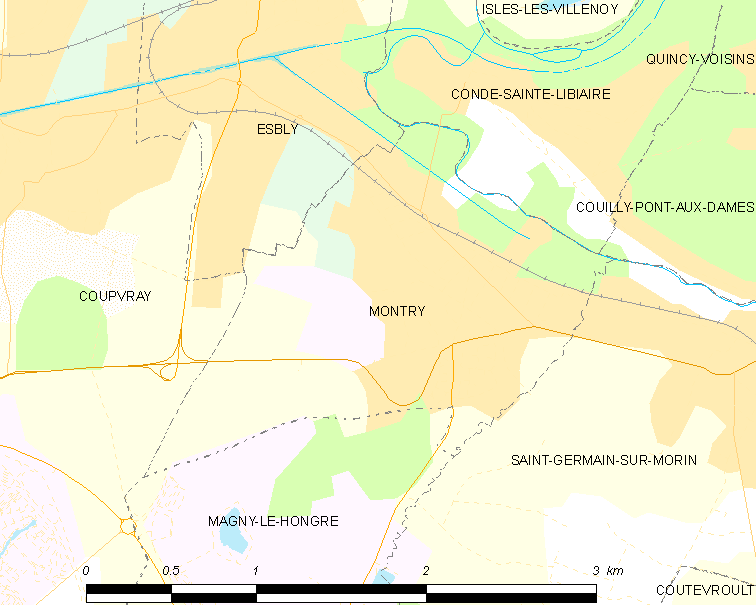
蒙特里的OSM定位图

蒙特里的时区为UTC+01:00、UTC+02:00（夏令时）。

## 行政
蒙特里的邮政编码为77450，INSEE市镇编码为77315。

## 政治
蒙特里所属的省级选区为塞里斯县。

## 人口

1962-2008年间蒙特里人口变化图示

蒙特里于2022年1月1日时的人口数量为3872人。